# Bailly-en-Rivière
Bailly-en-Rivière és un municipi francès situat al departament del Sena Marítim i a la regió de Normandia. L'any 2007 tenia 560 habitants.

## Demografia

### Població
El 2007 la població de fet de Bailly-en-Rivière era de 560 persones. Hi havia 208 famílies de les quals 40 eren unipersonals (16 homes vivint sols i 24 dones vivint soles), 60 parelles sense fills, 92 parelles amb fills i 16 famílies monoparentals amb fills.
La població ha evolucionat segons el següent gràfic:
Habitants censats

### Habitatges
El 2007 hi havia 248 habitatges, 211 eren l'habitatge principal de la família, 33 eren segones residències i 4 estaven desocupats. 241 eren cases i 6 eren apartaments. Dels 211 habitatges principals, 162 estaven ocupats pels seus propietaris, 48 estaven llogats i ocupats pels llogaters i 1 estava cedit a títol gratuït; 10 tenien dues cambres, 39 en tenien tres, 83 en tenien quatre i 79 en tenien cinc o més. 165 habitatges disposaven pel capbaix d'una plaça de pàrquing. A 95 habitatges hi havia un automòbil i a 98 n'hi havia dos o més.

### Piràmide de població
La piràmide de població per edats i sexe el 2009 era:
| Homes | Edats   | Dones |
| ----- | ------- | ----- |
| 0     | 95 o +  | 0     |
| 8     | 90 a 94 | 0     |
| 0     | 85 a 89 | 8     |
| 0     | 80 a 84 | 4     |
| 8     | 75 a 79 | 4     |
| 8     | 70 a 74 | 8     |
| 8     | 65 a 69 | 8     |
| 8     | 60 a 64 | 12    |
| 16    | 55 a 59 | 24    |
| 20    | 50 a 54 | 20    |
| 28    | 45 a 49 | 24    |
| 20    | 40 a 44 | 16    |
| 12    | 35 a 39 | 20    |
| 4     | 30 a 34 | 12    |
| 28    | 25 a 29 | 16    |
| 28    | 20 a 24 | 24    |
| 12    | 15 a 19 | 24    |
| 20    | 10 a 14 | 12    |
| 4     | 5 a 9   | 16    |
| 0     | 0 a 4   | 16    |

## Economia
El 2007 la població en edat de treballar era de 354 persones, 268 eren actives i 86 eren inactives. De les 268 persones actives 243 estaven ocupades (132 homes i 111 dones) i 25 estaven aturades (9 homes i 16 dones). De les 86 persones inactives 30 estaven jubilades, 26 estaven estudiant i 30 estaven classificades com a «altres inactius».

### Ingressos
El 2009 a Bailly-en-Rivière hi havia 205 unitats fiscals que integraven 536,5 persones, la mediana anual d'ingressos fiscals per persona era de 15.349 €.

### Activitats econòmiques
Dels 13 establiments que hi havia el 2007, 1 era d'una empresa alimentària, 2 d'empreses de fabricació d'altres productes industrials, 3 d'empreses de construcció, 3 d'empreses de comerç i reparació d'automòbils, 1 d'una empresa d'hostatgeria i restauració, 1 d'una empresa financera, 1 d'una empresa de serveis i 1 d'una empresa classificada com a «altres activitats de serveis».
Dels 5 establiments de servei als particulars que hi havia el 2009, 1 era un guixaire pintor, 1 fusteria, 1 electricista, 1 restaurant i 1 saló de bellesa.
L'únic establiment comercial que hi havia el 2009 era una fleca.
L'any 2000 a Bailly-en-Rivière hi havia 18 explotacions agrícoles que ocupaven un total de 1.122 hectàrees.

## Equipaments sanitaris i escolars
El 2009 hi havia una escola elemental.

## Poblacions més properes
El següent diagrama mostra les poblacions més properes.